# Posições do râguebi
Uma equipa de Rugby é composta por 15 elementos: oito avançados, numerados de 1 a 8; e sete jogadores das linhas atrasadas, numerados de 9 a 15.

## Avançados

### Primeira linha

#### 1. Pilar esquerdo e 3. Pilar direito
A principal função de um pilar num jogo de râguebi é participar na formação ordenada ("scrum", "melé"). Além disso, o pilar também tem de levantar os saltadores aquando dos alinhamentos e lutar pela posse da bola nas formações espontâneas ("rucks"). Por esta razão os pilares devem ser bastante robustos e fortes, adicionalmente, o râguebi moderno requer que os pilares estejam rapidamente onde a bola esteja pelo que os pilares deverão boa capacidade atlética e resistência.
Na formação ordenada, os pilares ocupam os lugares à esquerda e à direita do talonador (que ocupa a posição central na primeira linha). O pilar esquerdo fica com a cabeça liberta enquanto o pilar direito coloca a cabeça entre o talonador e o pilar esquerdo contrários. Por esta razão o termo inglês para pilar esquerdo é "loose-head" e para pilar direito é "tight-head".
Entre os melhores pilares da actualidade encontram-se o neozelandês Carl Hayman e o galês Gethin Jenkins.

#### 2. Talonador ( Hooker )
O talonador assume diferentes papeis durante o jogo. Conhecido por ser o mais leve da 1a linha e por ter a responsabilidade de pontear a bola na formação ordenada (Melée/ Scrum). Também nos alinhamento laterais é normalmente o talonador que tem a responsabilidade de reintroduzir a bola em jogo. Pela sua velocidade, normalmente funciona como o 4º terceira linha. Durante o ataque este avançado pode ainda substituir o papel do defesa 15, caso este suba para acompanhar o ataque da linhas atrasadas, salvaguardando o pontapé do contra-ataque. 

### Terceira linha
No Rugby, a terceira-linha é formada pelos três avançados que ocupam as posições mais recuadas na formação ordenada. Cada um destes jogadores tem funções específicas mas normalmente um jogador da terceira linha consegue desempenhar mais do que uma das três posições da terceira linha.
A terceira linha é formada por dois Asas ou Flanqueadores e um N.º 8, também designado Terceira-linha-centro.

#### 6. Flanqueador do lado fechado e 7. Flanqueador do lado aberto
Uma equipa de Rugby possui dois jogadores designados asa ou flanqueador (do inglês "Flanker"). Um deles é designado flanqueador do lado fechado ("Blindside") e o outro chamado Flanqueador do lado aberto ("Openside").
O flanqueador do lado fechado tem por missão discutir a posse da bola nos "rucks" e no capítulo da defesa (a sua principal missão no terreno de jogo) tem por missão anular o n.º 8 contrário ou o médio-de-formação contrário, impedindo a equipa adversária de transpor a linha de vantagem. Terá também de ter o poder físico de transportar a bola em situação de ataque, empurrando os defensores contrários. O asa do lado fechado joga normalmente com o número 6 na camisola.
Alguns dos melhores asas do lado fechado do mundo são o neozelandês Jerry Collins, exímio na placagem e no transporte da bola, o sul-africano Heinrich Brussow, a referência no roubo de bola no "ruck" e o francês Serge Betsen, notável a placar e a fazer recuar os médios contrários.
Ao flanqueador do lado aberto compete garantir a continuidade das jogadas de ataque após cada ruck, garantindo a posse da bola e disponibilizando-a para que as linhas atrasadas possam continuar o movimento de ataque. Em posição defensiva compete-lhe lutar pela posse da bola nos rucks. Ao nível da placagem, o número 7 não se limita a tentar esmagar o adversário, tenta, essencialmente, posicionar-se para tentar roubar a bola ao portador assim que este é derrubado.
Hoje em dia destacam-se nesta posição o neozelandês Richie McCaw e os australianos George Smith e David Pocock.

#### 8. Número 8
O número 8, também chamado de terceira linha centro, ocupa o lugar mais recuado nas formações ordenadas, cabendo-lhe a ele a responsabilidade de garantir a posse da bola aquando da formação ordenada (após a bola ter sido talonada). Este jogador deverá ter uma boa compleição física para poder transportar a bola e dar apoio nos rucks, bem como para placar os adversários..
O italiano Sergio Parisse é um dos melhores número 8 da actualidade.

## Linhas atrasadas

### 15. Defesa
O defesa ("full-back" em inglês) joga habitualmente com o número 15  e é o jogador mais recuado quando a equipa está em situação defensiva.
Tradicionalmente, o defesa é o último reduto para travar os adversários quando estes conseguem romper a linha defensiva.
As aptidões essenciais para um defesa é a segurança para recolher bolas pontapeadas pelo ar, boa colocação no terreno, boa capacidade de placagem, bom alcance de pontapé e velocidade.
Os médios-de-abertura usam frequentemente o jogo ao pé para ganhar terreno ou solicitar a corrida dos seus pontas. Ao defesa contrário compete-lhe estar bem colocado no terreno e captar (preferencialmente no ar) as bolas bombeadas pela equipa contrária. Sendo o último recurso defensivo da equipa, um defesa terá de ser um bom placador. Para poder aliviar rapidamente a bola e ganhar terreno o defesa deve ser também um bom chutador.
Em situação de ataque, o defesa pode correr com a bola quando a recebe isolado em posição recuada ou integrar a manobra ofensiva da equipa, surgindo normalmente entre o segundo-centro e o ponta.
Actualmente Mils Muliaina da Nova-Zelândia é um dos melhores defesas do mundo.

### Três-quartos

#### 14. e 11. Pontas
São os que geralmente marcam os ensaios. A ideia do jogo é que para completar um ataque, a bola chegue nos pontas em condições de finalização. A velocidade é essencial. Os pontas devem ter vontade e determinação para marcar os tries. Isto melhora eficácia e perigo que representa para o oponente, seja no ataque ou defesa. Devem ter bons reflexos, sobretudo para ajudar seu fullback quando a bola é chutada em sua direção. Devem ser muito bons na defesa, pois os pontas adversários também tentarão marcar ensaios. Entre os melhores pontas do mundo encontram-se Julian Savea e Nehe Milner-Skudder

### Médios

#### 9. Médio de formação
O médio de formação numa equipa de râguebi de XV é a ligação entre o pack avançado e as linhas atrasadas. A função básica do médio de formação é a entrega da bola a partir das formações espontâneas ("rucks"), das formações ordenadas e dos "mauls" dinâmicos. Uma das características fundamentais de um médio de formção é a força e qualidade de passe. Também é necessário boa aptidão para chutar a bola, fundamental para executar o "box kick" (pontapé alto a partir de um ruck a solicitar a corrida das linhas atrasadas) e pontapés rasteiros para as costas da defesa contrária e também para cobrar faltas rapidamente. Adicionalmente o médio de formação deve ter grande capacidade de liderança para comandar os seus avançados, instruindo-os quando devem jogar em "pick-and-go", quando devem libertar a bola do maul dinâmico ou quando deverão deixar-lhe a bola disponível para que a jogada siga para as linhas atrasadas. O médio de formação pode também, em lugar do habitual passe para o seu médio de abertura, seguir ele próprio com a bola na mão iludindo a defesa contrária.
Historicamente, o galês Gareth Edwards foi um dos melhores médios de formação de sempre. Outras grandes referências da posição são o neozelandês Justin Marshall e o australiano George Gregan. Actualmente distinguem-se o sul-africano Fourie du Preez e os galeses Mike Philips e Dwayne Peel.

## Nomes colectivos para as posições
| Primeira linha        | Os pilares e o talonador                     |
| Segunda linha         | Os saltadores                                |
| 5 da frente           | O conjunto da primeira e sgunda linha        |
| Asas ou flanqueadores | O asa do lado aberto e o asa do lado fechado |
| Terceira linha        | Os asas e o número 8                         |
| Pack avançado         | O conjunto dos avançados                     |
| Par de médios         | Médio de formação e médio de abertura        |
| Meio-campo            | O médio de abertura e os centros             |
| Linha de três-quartos | Os pontas e os centros                       |
| 5 de trás             | Os centros, os pontas e o defesa             |
| 3 de trás             | Os pontas e o defesa                         |

## Posições no Rugby XV
- Azul: Avançados (forwards)
  - 1 – Pilar fechado (loosehead prop)
  - 2 – Talonador (hooker)
  - 3 – Pilar aberto (tighthead prop)
  - 4 – Segunda linha (second row)
  - 5 – Segunda linha (second row)
  - 6 – Asa cego (blindside flanker)
  - 7 – Asa aberto (openside flanker)
  - 8 – Oitavo (number 8)
- Vermelho: Recuados (backwards)
  - 9 – Formação (scrum half)
  - 10 – Abertura (fly-half)
  - 11 – Ponta esquerdo (left wing)
  - 12 – Primeiro centro (inside centre)
  - 13 – Segundo centro (outside centre)
  - 14 – Ponta direito (right wing)
  - 15 – Zagueiro (fullback)

1 - Pilar
2 - Hooker
3 - Pilar
4 - Segunda Linha
5 - Segunda Linha
6 - Ponta Fechado
7 - Ponta Aberto
8 - Oitavo
9 - Half
10 - Abertura
11 - Asa Esquerdo
12 - Primeiro Centro
13 - Segundo Centro
14 - Asa Direito
15 - Full back

## Posições no Rugby Sevens
- Azul: Avançados (forwards)
  - 1 - Pilar (prop)
  - 2 - Pilar (prop)
  - 4 - Talonador (hooker)
- Vermelho: Recuados (backwards)
  - 3 - Formação (scrum half)
  - 5 - Abertura (fly-half)
  - 6 - Centro (centre)
  - 7 - Ponta/zagueiro (winger/fullback)